# Linpus
Linpus is een vrij en open besturingssysteem dat is gebaseerd op Fedora Linux en gecreëerd door het Taiwanese bedrijf Linpus.
Linpus is speciaal ontworpen voor de Aziatische markt, met volledige ondersteuning van Unicode van de Chinese en Japanse taal. Momenteel zijn er 3 versies van dit besturingssysteem: Linpus 9.6 (laatste bekende versie), Linpus Light en Linpus Media Center.
Linpus Lite is geschreven om te draaien op computers als subnotebooks (minilaptops met goedkope hardware). Voor de groep nieuwe gebruikers heeft Linpus een simpel menu met grote duidelijke iconen. Voor de groep gebruikers die een meer Windows-achtige interface willen is er het "advanced menu", dat eruitziet als het bureaublad onder Windows. 
Nadeel is dat het vaak aan drivers voor allerhande randapparatuur ontbreekt en niet ieder softwarepakket voor dit besturingssysteem beschikbaar is.
Voorbeelden van netbooks die op Linpus draaien zijn de Aspire One van Acer, de Northtec Gecko en AIRIS KIRA Series. Deze hebben een kleiner beeldscherm en resoluties als VGA (640*480).